# Gastrotheca angustifrons
Gastrotheca angustifrons är en groddjursart som först beskrevs av George Albert Boulenger 1898.  Gastrotheca angustifrons ingår i släktet Gastrotheca och familjen Hemiphractidae. IUCN kategoriserar arten globalt som sårbar. Inga underarter finns listade i Catalogue of Life.